# Waribashi
Waribashi (jap. 割箸 lub 割り箸) – jednorazowe, japońskie pałeczki (nazwa ogólna: hashi) – drewniane lub bambusowe – do jedzenia potraw, m.in.: ryżu, makaronów, ryb, sushi i mięs. Stosowane są w barach, restauracjach itp., także do kupienia w sklepach. 

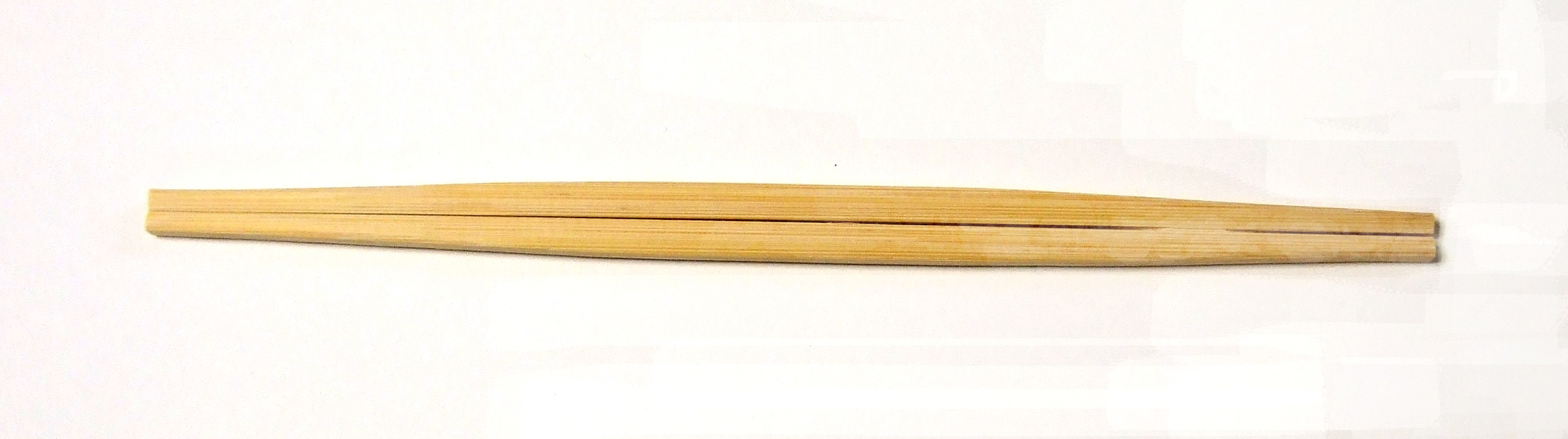
Waribashi

Jak nazwa wskazuje (waru – rozpoławiać, rozłamać, rozdzielać; bashi/hashi – pałeczki) należy je rozdzielić, odłamując wzdłuż, żeby móc z nich korzystać.

## Galeria

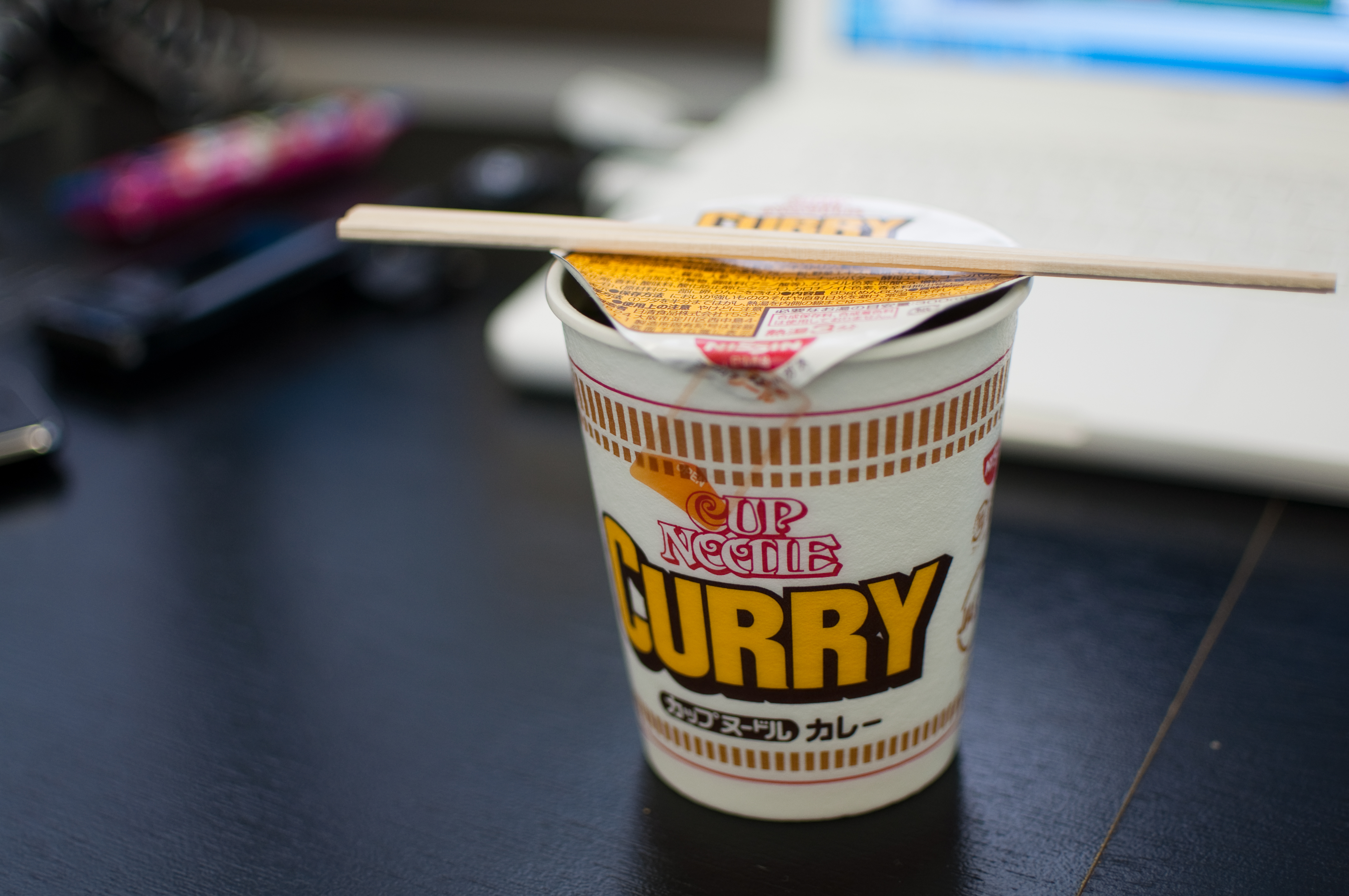
Waribashi do makaronu instant
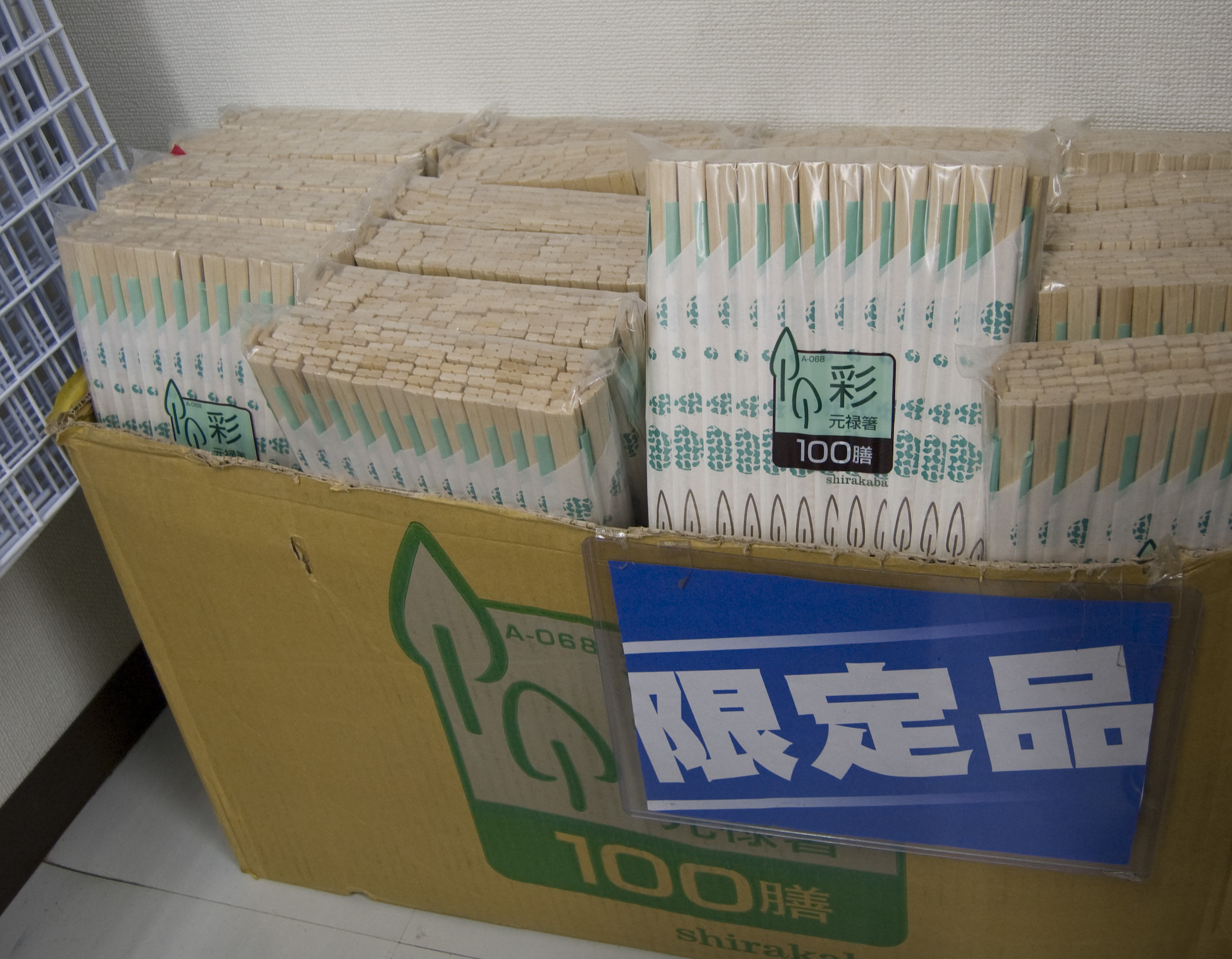
Waribashi w paczkach
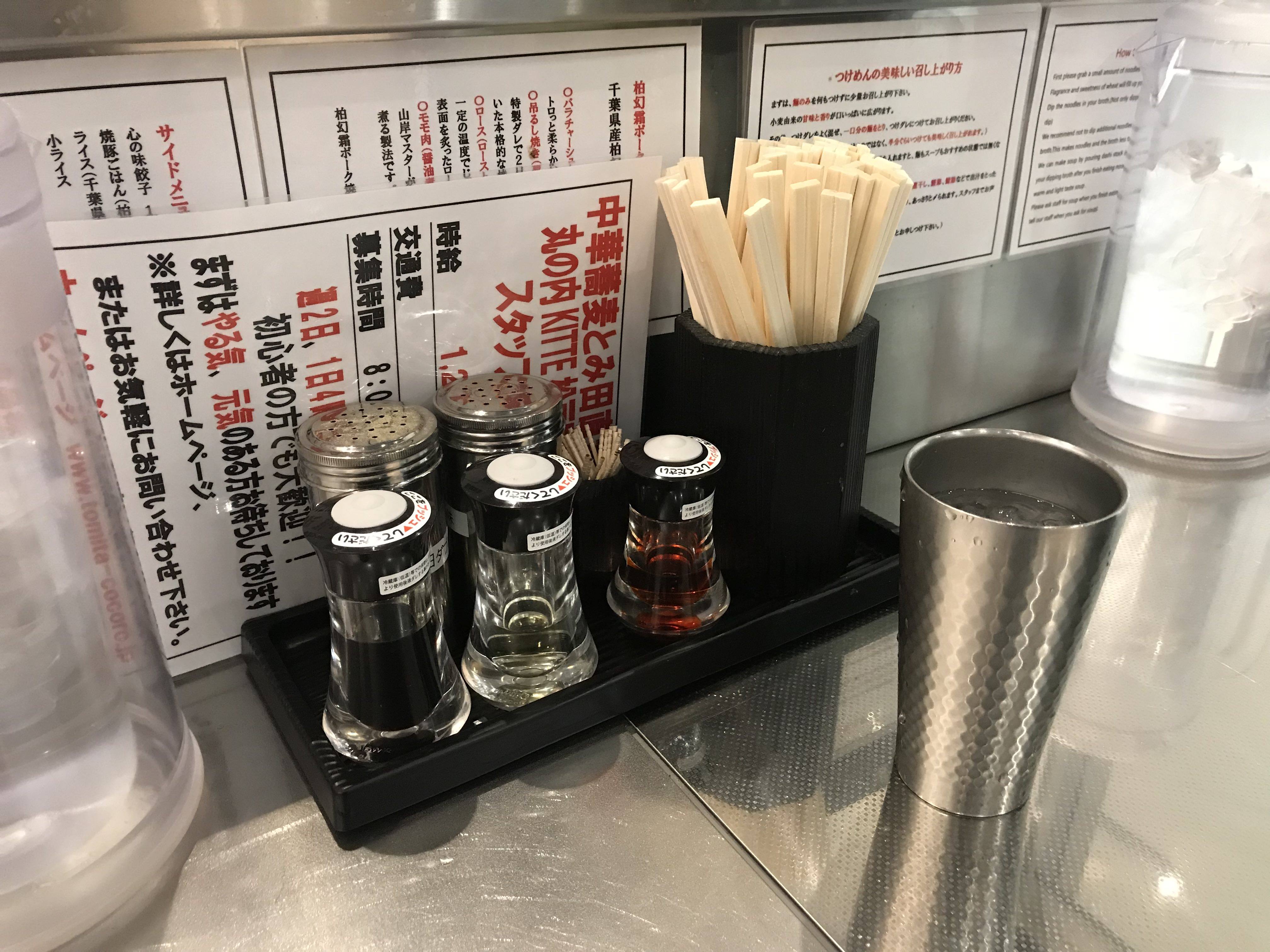
Waribashi i przyprawy